# Saint Kitts en Nevis op de Olympische Spelen
Saint Kitts en Nevis is een van de landen die deelneemt aan de Olympische Spelen. Saint Kitts en Nevis debuteerde op de Zomerspelen van 1996. Het heeft nog nooit deelgenomen aan de Winterspelen.
In 2024 nam Saint Kitts en Nevis voor de achtste keer deel aan de Zomerspelen. Er werd nog geen medaille gewonnen.

## Medailles en deelnames
De tabel geeft een overzicht van de jaren waarin werd deelgenomen, het aantal gewonnen medailles en de eventuele plaats in het medailleklassement.
| Jaar   | Goud · | Zilver · | Brons · | Totaal | Rang |
| 1996   | 0      | 0        | 0       | 0      | -    |
| 2000   | 0      | 0        | 0       | 0      | -    |
| 2004   | 0      | 0        | 0       | 0      | -    |
| 2008   | 0      | 0        | 0       | 0      | -    |
| 2012   | 0      | 0        | 0       | 0      | -    |
| 2016   | 0      | 0        | 0       | 0      | -    |
| 2020   | 0      | 0        | 0       | 0      | -    |
| 2024   | 0      | 0        | 0       | 0      | -    |
| Totaal | 0      | 0        | 0       | 0      | -    |

Afghanistan · Albanië · Algerije · Amerikaans-Samoa · Amerikaanse Maagdeneilanden · Andorra · Angola · Antigua en Barbuda · Argentinië · Armenië · Aruba · Australië · Azerbeidzjan · Bahama's · Bahrein · Bangladesh · Barbados · België · Belize · Benin · Bermuda · Bhutan · Bolivia · Bosnië en Herzegovina · Botswana · Brazilië · Britse Maagdeneilanden · Brunei · Bulgarije · Burkina Faso · Burundi · Cambodja · Canada · Centraal-Afrikaanse Republiek · Chili · China · Chinees Taipei · Colombia · Comoren · Congo-Brazzaville · Congo-Kinshasa · Cookeilanden · Costa Rica · Cuba · Cyprus · Denemarken · Djibouti · Dominica · Dominicaanse Republiek · Duitsland · Ecuador · Egypte · El Salvador · Equatoriaal-Guinea · Eritrea · Estland · Ethiopië · Fiji · Filipijnen · Finland · Frankrijk · Gabon · Gambia · Georgië · Ghana · Grenada · Griekenland · Groot-Brittannië · Guam · Guatemala · Guinee · Guinee-Bissau · Guyana · Haïti · Honduras · Hongarije · Hongkong · Ierland · IJsland · India · Indonesië · Irak · Iran · Israël · Italië · Ivoorkust · Jamaica · Japan · Jemen · Jordanië · Kaaimaneilanden · Kaapverdië · Kameroen · Kazachstan · Kenia · Kirgizië · Kiribati · Koeweit · Kosovo · Kroatië · Laos · Lesotho · Letland · Libanon · Liberia · Libië · Liechtenstein · Litouwen · Luxemburg · Madagaskar · Malawi · Malediven · Maleisië · Mali · Malta · Marokko · Marshalleilanden · Mauritanië · Mauritius · Mexico · Micronesië · Moldavië · Monaco · Mongolië · Montenegro · Mozambique · Myanmar · Namibië · Nauru · Nederland · Nepal · Nicaragua · Nieuw-Zeeland · Niger · Nigeria · Noord-Korea · Noord-Macedonië · Noorwegen · Oeganda · Oekraïne · Oezbekistan · Oman · Oost-Timor · Oostenrijk · Pakistan · Palau · Palestina · Panama · Papoea-Nieuw-Guinea · Paraguay · Peru · Polen · Portugal · Puerto Rico · Qatar · Roemenië · Rusland · Rwanda · Saint Kitts en Nevis · Saint Lucia · Saint Vincent en de Grenadines · Salomonseilanden · Samoa · San Marino · Saoedi-Arabië · Sao Tomé en Principe · Senegal · Servië · Seychellen · Sierra Leone · Singapore · Slovenië · Slowakije · Somalië · Spanje · Sri Lanka · Soedan · Suriname · Swaziland · Syrië · Tadzjikistan · Tanzania · Thailand · Togo · Tonga · Trinidad en Tobago · Tsjaad · Tsjechië · Tunesië · Turkije · Turkmenistan · Tuvalu · Uruguay · Vanuatu · Venezuela · Verenigde Arabische Emiraten · Verenigde Staten · Vietnam · Wit-Rusland · Zambia · Zimbabwe · Zuid-Afrika · Zuid-Korea · Zuid-Soedan · Zweden · Zwitserland
Historische landen: Bohemen · Bondsrepubliek Duitsland · Brits-Indië · Duitse Democratische Republiek · Joegoslavië · Malaya · Nederlandse Antillen · Noord-Borneo · Noord-Jemen · Saarland · Servië en Montenegro · Sovjet-Unie · Tsjecho-Slowakije · West-Indische Federatie · Zuid-Jemen
Bijzondere deelnames: Onafhankelijke olympische atleten · Vluchtelingenteam 
 Australazië · Duits Eenheidsteam · Gemengd team · Gezamenlijk Team